# ياسر بن عبد العزيز الغسلان
ياسر بن عبد العزيز الغسلان (26 يونيو 1971) إعلامي سعودي.

## عن حياته
تربى ياسر في كنف والديه والده هو أول مهندس ديكور سعودي عبد العزيز إبراهيم الغسلان ووالدته هي السيدة إلسا فرانكو الإيطالية الأصل. والذين كان لهما تأثير كبير في تربيته وتوجيهه منذ صغره وصقل روح الاستقلال في شخصيته خصوصا في ظل مجتمعه في فترة السبعينات والثمانينات الميلاديه والتي لم تتعود على التعاطي مع أشخاص ذوي أوصول خليطه تمتزج فيها الأخلاق والروح الإسلامية والسعودية من جهة مع الرؤية المتجاوزه للحدود المحلية من جهة أخرى، فقد كان لقربه من أبناء عمومته واحتكاكه المباشر بهم إضافة لاختلاطه الدائم بأقاربه الإيطاليين والتأثر بأفكار احترام الاختلاف وحرية التعبير تأثير في تبنيه العديد من التوجهات والقناعات التي كانت في حينها من التجاوزات الفكرية والتي كان يعد متبنيها خارجا عن الخط العام السائد، وهي ذات القناعات التي أصبحت اليوم من مسلمات المجتمعات العربية المعاصرة.

### دراسته
درس في مدارس أهلية في كل مراحل تعليمة الدراسي حيث بدء في صفي الروضة والتمهيدي في مدارس التربية النموذجيه، انتقل بعد ذلك لمدارس الرياض الأهلية والتي كانت تعد في سنوات السبعينيات والثمانينيات الميلادية أهم مدارس البنين في العاصمة السعودية نظرا لكونها المدرسة التي إنخرط فيها جميع أبناء العائلة المالكة السعودية وأبناء الوزراء ورجال الأعمال.
دراسته في مدارس الرياض وفرت له الفرصة في تكوين عدد كبير من الصداقات والعلاقات الاجتماعية والتي استمر معظمها إلى يومنا هذا، فقد كان من ضمن زملائه من أصبح أمير لمنطقه من مناطق المملكة العربية السعودية ومنهم من أصبح قائدا مهما في سلاح الطيران السعودي وآخرون قيادات في الأجهزة العسكرية الأخرى، أضافه لعدد كبير منهم ممن أصبحوا مسئولين في وزارات ورجال مال وصحفيين.
تخرج من القسم الأدبي في عام 1989م وبتقدير جيد جدا.

### الجامعة
ألتحق بكلية العلوم الأدارية بجامعة الملك سعود لفصل واحد بهدف دراسة القانون إلا أنه قرر بعد أقل من شهرين التوجه للتخصص الذي كان يرغب فيه منذ البداية وهو الإعلام وتحديدا الصحافة والتي كان قد بدء ممارستها من خلال انخراطه كمراسل متعاون في جريدة الرياض قبل ذلك ببضعت أشهر، وقد شارك خلال دراسته الجامعية في تحرير صحيفة جامعة الملك سعود «رسالة الجامعة» إضافة لمشاركته في عدد من النشاطات الثقافية.
تأثر في دراسته بعدد من أستاذة الإعلام ممن كان لهم دور في صقل فكره الإعلامي وتبنيه لكل ما يدعم تأصيل فكرة الإعلام المستقل في بلاد لم تكن ترى في الإعلام إلا وسيله لتسويق أفكار وتوجهات تخدم أجندات الحكومة والتيارات الفكرية المساندة للنظام، من ضمنهم الدكتور خالد العامودي والذي كان من بين المعتقلين ممن عرفوا بالموقعين على مذكرة النصيحة والدكتور محمد الحضيف أستاذ الإعلام ووالد أشهر المدونات السعوديات المرحومة بإذن الله «هديل الحضيف» والدكتور طلال عشقي أحد أول أساتذة الإعلام في السعودية ومن منظري الإعلام السياسي.
تخرج من الجامعة في عام 1996 من قسم الإعلام متخصصا في الصحافة.

### عمله في الصحافة
عمل في عدد من الصحف السعودية والعربية المهمة خلال مسيرته العملية التي بدأت في عام 1990م، حيث عمل في جريدة الرياض السعودية وجريدة الحياة اللندنية وجريدة الشرق الأوسط اللندنية وجريدة عكاظ السعودية، إضافة لمقالاته الإسبوعية التي نشرت في عدد من الصحف السعودية منها جريدة البلاد السعودية وجريدة الاقتصادية السعودية وجريدة الوطن السعودية والتي يكتب لها حاليا عامودا صحفيا ينشر يومي الإثنين والخميس من كل إسبوع باسم (حرف دال) يتناول فيه قضايا الساعة السياسية والاجتماعية والإعلامية، هذا بالإضافة لمشاركاته في عدد من المواقع الإلكترونية العربية.

#### جريدة الرياض
عمل منذ مرحلة الدراسة الجامعية، حيث بدء في العمل الصحفي كمتعاون في قسم المحليات في جريدة الرياض والتي تعد من أكبر الصحف وأهمها في المملكة نظرا لقربها وقرب رئيس تحريرها «تركي السديري» من مراكز القرار السعودي، حيث دخل الصحيفة من خلال الكاتب المعروف يوسف الكويليت والذي قدمه لرئيس التحرير والذي قام بدوره بتوصية الإعلام السعودي المعروف سلطان البازعي الذي كان حينها مديرا للتحرير بالاهتمام بياسر وصقل موهبته الإعلامية والاستفادة من معرفته باللغة الإنجليزية والتي كانت نادره في حينها بين الصحفيين والإعلاميين السعوديين.
نشر لياسر أول مقال رأي في صحيفة الرياض بعد انضمامه ببضعت أسابيع وقد كان عنوانه«ثقافة الأناقة» والذي تصادف تاريخ نشره 2-8-1990م باجتياح الرئيس العراقي السابق صدام حسين لدولة الكويت والذي عرف بالاجتياح العراقي الغاشم.
عمل في قسم المحليات لفترة أربعة سنوات نشر خلالها العديد من التحقيقات والأخبار الخاصة والاستطلاعات والتقارير وعددا كبير من مقالات الرأي في مجالات الثقافة والفن والأدب والتراجم والشأن التنموي والاجتماعي.
إنقطع من المشاركة في العمل الصحفي خلال عام 1994م وبدايات عام 1995م بعد أن تعرض لإجحاف في حقه الأدبي واعتراض على سياسة تحريرية.
عاد لصحيفة الرياض في منتصف عام 1995م بعد أن دعاه الإعلامي السعودي عبد الوهاب الفايز «و الذي أصبح لاحقا رئيس تحرير صحيفة الاقتصادية السعودية ثم رئيسا لتحرير جريدة عرب نيوز» لينضم لأول قسم اقتصاد في الصحافة السعودية والذي تأسس في بدايات ذلك العام ومن رحم قسم المحليات والمجتمع.

#### حرب الخليج الأولى
شارك في تغطية حرب تحرير الكويت وذلك كأحد أعضاء فريق التغطية في هيئة الإذاعة والتلفزيون الإيطالي (RAI) حيث ساعدته معرفته وإلمامه باللغة الإيطالية وفهمه للعمل الصحفي من المشاركة في تغطية جميع المؤتمرات الصحفية التي كانت تعقد يوميا للمتحدثين العسكريين للجيش السعودي والأمريكي والبريطاني، وهي التغطية التي أكسبته خبرة في كيفية العمل الإعلامي الاحترافي نتيجة احتكاكه وعمله مع رواد العمل الإعلامي التلفزيوني الإذاعي الإيطالي والمعروف بجرائته وصراعاته الفكرية والسياسية.
وجوده اليومي بين عدد كبير من مراسلي وسائل الإعلام الدولية مثل سي إن إن وبي بي سي و RAI وسي بي إس وغيرها وفرت له فرصه للاستفادة العملية من تلك الخبرات وخصوصا في مسألة كيفية تقييم الخبر المهم وفهم الخبر ذا الأجندة السياسية والخبر المتجرد من الرسائل الضمنية الموجهة، وهي أمور ساعدته في مراحل متقدمه من عمله الإعلامي خصوصا في جانب التخطيط الإستراتيجي في مجال العلاقات العامة وإدارة الأزمات.

#### جريدة الحياة
في عام 1997م وبعد أن ترك العمل في جريدة الرياض فور تخرجه من الجامعة ودخوله في معترك العمل الإعلامي التجاري قبل عرضا للعمل كصحفي اقتصادي في جريدة الحياة اللندنية من خلال مكتبها الإقليمي في العاصمة السعودية والتي كان يدير مكتبها في تلك الفترة الإعلامي السعودي المعروف «داوود الشريان» والذي أدار مكتب الصحيفة باعتباره منافسا محليا في مجال الاقتصاد والسياسية الدولية في منافسة صحفية قوية مع صحفتي الرياض والشرق الأوسط.
لم تطل فترة الحياة لأكثر من عام حيث أصبح ياسر في تلك الفترة مسئولا عن الشركة الإعلامية في المجموعة التجارية التي كان يعمل بها (مجموعة نيو الدولية) وهو الأمر الذي لم يمكنه من الاستمرار والتوفيق بين العمل الصحفي من جهه والإداري الإشرافي من جهة أخرى.

#### جريدة الشرق الأوسط
عمل في الفترة من 2006م إلى 2008م مديرا لتحرير جريدة العرب الدولية «الشرق الأوسط» ومديرا لمكاتب الصحيفة في المملكة العربية السعودية وذلك في فترة كانت تمر فيها الصحيفة بتحديات متعدده منها الخاص بضرورة المحافظة على الخبرات والكوادر المهنية من أبناء الصحيفة ومنها احتدام الحرب التسويقية بين الصحف السعودية في مسعاها لكسب أكبر قدر من الحصة السوقية.
اعتبر ياسر فترة عمله في الشرق الأوسط من أكثر مراحل حياته المهنية إثراء وعمق خصوصا وأنها أتاحت له فرصة الإطلاع على خبايا الأمور السياسية والإعلامية لدولة بأهمية المملكة، وهي خبايا كشفت له حقيقة الواقع الإعلامي والسياسي دون رتوش الأجندات أو تمويه العبارات والتي وصفها بأنها حقيقة واقع كان في مخيلته صرحاً من خيال فهوى.
أهم المقابلات الصحفية التي أجراها في حياته كانت تلك التي جمعته في لقاء خاص بالملياردير بيل غيتس مؤسس مايكروسوفت وأحد أغنى رجال العالم، وذلك عندما زار السعودية في عام 2006، حيث استشرف ياسر حينها أهمية الحديث عن الأعمال الخيرية في أجندت غيتس في وقت كان الجميع يركز الحديث عن قرب إطلاق شركة مايكروسوفت لبرنامج«فيستا»، فقد هجر غيتس بعد ذلك اللقاء بفترة قصيرة العمل بمايكروسوفت تماما وإتجه بكل مجهوداته ونشاطاته للعمل الخيري من خلال المؤسسة التي أسسها مع زوجته.

#### الإعلام الإلكتروني
في يوم عرفه من عام 2008م قام بشراء عنوان الموقع الإلكتروني www.themedianote.com المفكرة الإعلامية والذي انطلقت فكرته بعد أن خرج وخلص من تجربة الشرق الأوسط بأن لا سبيل لتطور الإعلام في المملكة العربية السعودية والعالم العربي ما لم يكن هناك إعلام مستقل عن الأجندات السياسية والمالية، على الرغم من استعابه لأهمية المال في تقوية وتميز أي مشروع إعلامي.
و قد كتب معرفا الموقع والذي انطلق في الربع الأول من عام 2009م " هو موقع يهتم بقضايا الإعلام بصفة خاصة وبالقضايا المثارة في وسائل الإعلام بصفة عامة، حيث يعمل الموقع على رصد ما تنشره تلك الوسائل عربية كانت أم أجنبية وتحليل محتواها من خلال مقالات كتّاب الموقع والذين يتمتعون بخبرة ودراية في الشأن الإعلامي بأوجهه المختلفة السياسية منها والاجتماعية والرياضية والاقتصادية، فتركز مقالاتهم تلك على مناقشة وتحليل ونقد ما تتضمنه المواد الصحفية المنشورة من حيث مصداقية مصادر المعلومات وخلفيات وأسباب نشر الأخبار وذلك بإسلوب هادئ وموضوعي بهدف تسليط الضوء على التجاوزات التي قد تقوم بها بعض تلك الوسائل أو العاملين فيها من أجل خدمة إما أغراضهم الشخصية أو المؤسساتية أو لأغراض وأجندات سياسية. كما يتضمن الموقع أخبار مختلفة تتعلق بعمل القطاع الإعلامي من الناحيتين المهنية والأكاديمية، إضافة لمتابعات وتغطيات للفعاليات الإعلامية والنشاطات التي تقوم بها الشركات الإعلامية العربية والدولية ومقابلات مع شخصيات إعلامية وفنية وسياسية بالإضافة لتقارير مختلفه تتعلق بالإعلام كصناعة ومهنة وكمؤسسة من مؤسسات المجتمع المدني، كما يتضمن الموقع أخبار الشخصيات الإعلامية وأعمالهم المختلفة في الحقلين الإعلامي والاجتماعي. يدير الموقع ويكتب فيه مجموعة من الإعلاميين المهتمين والداعمين لفكرة الإعلام المستقل.”
و في نوفمبر 2012 أطلق بالتعاون مع إحدى الشركات السعودية الموقع النسائي المتخصص (فوشيا) www.foshea.com الذي يعمل على نقل الصورة الحقيقية للمرأة السعودية بكل همومها ونجاحاتها، ويقدم جرعة متكاملة من الأخبار والمواضيع التي تهمها وفي مجالات الحياة المختلفة، حيث يعطي الموقع مواضيع الجمال والمطبخ والصحة كما يغطي المواضيع المتعلقة بحقوقها ودورها التنموي والاجتماعي.
و في مارس 2013 أطلق موقع ياسر للإعلام www.YasserMedia.com كموقع متخصص في مجال العلاقات العامة والإعلام والنشر والتدريب، وليكون مرجع لكل المهتمين في تلك المجالات الحوية والراغبين في الإطلاع على أهم طرق تطوير الأداء ومستجدات تلك الصناعة.

### المدون
في شهر مارس 2008 إتجه وبقوه للتدوين من خلال تأسيسه لموقعه الإلكتروني www.alghaslan.net والذي يعد من أهم المدونات والمواقع الشخصية التي ترصد بتدوينات شبه يوميه تطورات الأحداث السياسية المحلية والعربية والدولية إضافة لتشخصيه للتقلبات والمستجدات على المستوى الاجتماعي، إلى جانب تدوينات مرئية وصوتيه لمواضيع اجتماعية ومهنية وشخصية ونقله بالصوت والصورة من خلال أفلاما قصيرة تجسد يومياته في زياراته ورحلاته لعواصم ومدن العالم.
كتب ياسر في مينافيستو «بيان» موقعه التالي: هذه مدونتي حيث اكتب ما يجول في خاطري من فرح وحزن ورضا وغضب وجد وهزل، اكتب باسمي الصريح لأن هذا المكان هو ملجئي أنا كما أنا وليس ملجأ للأنا في ثوب الهو المستتر، لن اختبئ خلف أسماء وشخصيات مستعارة خوفا من رقيب أو من حسيب أو من معاتب، سأكون كما أنا إن أعجبني شي قلته وإن أغضبني شي أعلنته، لن أتردد في تحديد موقفي وإن أزعج ذلك غيري.
قد أحترمك واختلف معك وقد اتفق معك ولا احترمك بالقدر ذاته، قد اكتب في السياسة في حين واسطر في حين آخر خزعبلات من وحي ما أملك من جنون، سأوافق واعترض وأوبخ وأثني واشجع واستهزئ، كما سأعلن واتحفظ والمح وأصرح وأؤكد وأنفي واشجب واؤيد، فإن كان القبول فالحمد لله وإن كان غير ذلك فكل حر في ما يقبله.
و كتب عنه الموقع الإلكتروني " أنحاء": "يلاحق ياسر عبد العزيز الغسلان الهم الإنساني والاجتماعي والوطني بكتاباته المكثفة في مدونة تحمل اسمه ياسر الغسلان إنطلقت في مارس 2008، ورغم أنها تحمل الكثير من التجربة والحكمة لشخص دخل المعترك الإعلامي مبكرا، غير أن صاحبها لم يضع لها أي تصنيف وأكتفى بالتعريف عنها بالقول أنها “ثرثرة رجل استيقظ متأخرا”.
حجبت مدونته في المملكة العربية السعودية آوائل عام 2011م وذلك إثر كتابته لعدد من المقالات التي تناولت الحالة السياسية في المنطقة إضافة لهجومه المتكرر على الرقابة الإعلامية التي تنتهجها السلطات الإعلامية في بلاده والتضييق على حرية التعبير.

### العلاقات العامة
تمرس في التخطيط وإدارة عدد من النشاطات والإدارات المتخصصة في مجال العلاقات العامة والعلاقات الإعلامية من خلال إسهامه في وضع سياسيات العمل الإعلامي والإشراف على تنفيذ الخطط وفق الأهداف المرسومه في عدد من المؤسسات المحلية الكبرى، إضافة لعمله لثلاثة سنوات في ثاني أكبر شركات العلاقات العامة الدولية من حيث الدخل والأولى عالميا من حيث شبكة المكاتب " هيل إند نولتون" والتي عرفت على المستوى العربي بقيامها بالتخطيط لحملة التعاطف العالمي مع دولة الكويت إبان الاجتياح العراقي، وهي الشركة التي نظمة حملة " Free Kuwait “.
أدار إدارة العلاقات العامة والإعلام والنشر في نادي الهلال الرياضي السعودي في عام 1994م بعد أن إستقطبه الأمير عبد الله بن سعد للنادي في إدارته الأخيرة، وقد اعتبر ياسر أصغر مدير علاقات عامه لنادي سعودي حيث لم يكن قد تجاوز حينها الثالثة والعشرون من العمر، واستمر لمدة عام ترك بعد أن انتهاء الموسم الرياضي وقبيل وفاة الأمير ببضع أشهر.
من أهم الإسهامات التي قام بها في مجال العلاقات العامة هو دوره في البرنامج الإعلامي لإدارة الأزمات لشركة أرامكو والذي تضمن دورة تدريبية لأكثر من 50 من قيادات الشركة العملاقة في كيفية التعامل مع الإعلام في أوقات الأزمات وذلك إلى جانب 3 من أهم الخبراء العالميين في مجال إدارة العلاقات الإعلامية في أوقات الكوارث.
في عام 2013 إتجه للعمل الخاص وقام بتأسيس (رسيل للخدمات الإعلام المتخصصة) www.RasilMedia.com وهي شركة متخصصة في الاستشارات في مجال الإعلام والعلاقات العامة والتأليف والتدريب الإعلامي.

### عمله في القطاع الخاص
عمل في عدد من الشركات التجارية في مجالات التخطيط الإعلامي وتطوير الأعمال والعلاقات العامة والتسويق والإنتاج التلفزيوني والصوتي، حيث عمل مديرا للخدمات الإعلامية في شركة سياق وهي إحدى شركات مجموعة نيو الدولية ومديرا للإعلام في مجموعة الفيصلية القابضة ومديرا للتسويق والمبيعات والإنتاج في شركة ميجاستار ومديرا تنفيذيا لشركة مؤتمرات وهي إحدى شركات المجموعة السعودية للأبحاث والتسويق والتي عمل لديها أيضا مديرا لتطوير الأعمال، كما عمل مديرا لإدارة التسويق وتطوير الأعمال في منظمة الخليج للاستشارات الصناعية والتي مقرها دولة قطر، ومشرفا عاما لإدارة العلاقات العامة والإعلام بجامعة الأميرة نورة بنت عبد الرحمن للبنات، وفي مارس 2013 قام بتأسيس (رسيل للخدمات الإعلامية المتخصصة) www.RasilMedia.com كشركة متخصصة في تقديم الاستشارات في مجال العلاقات العامة وإدارة الفعاليات والإعلام والتدريب والنشر والتأليف

### مؤلفاته
صدر له كتابان
الأول من دار نشر رياض الريّس بلبنان بعنوان («إعلام.كم».. محاولة لكشف اللون الحقيقي للخط الأحمر) 2012، والثاني من الدار العربية للعلوم ناشرون بعنوان (العودة إلى الأمام.. البحث في أسارير الخصوصية السعودية) 2013

### حياته الشخصية
ياسر متزوج من المذيعة السعودية ميساء العمودي، وتم الزواج في شهر يونيو 2013 في حفل أقتصر على الأهل والمقربين.
 .

## وصلات خارجية
- الموقع الشخصي: www.alghaslan.net
- موقع المفكرة الإعلامية: www.themedianote.com
- ياسر للإعلام: www.yassermedia.com
- المقالات في جريدة الوطن: